# Ludlow (Maine)
Ludlow – miasto w Stanach Zjednoczonych, w stanie Maine, w hrabstwie Aroostook.